# 訃報 2021年3月
訃報 2021年3月（ふほう 2021ねん3がつ）では、2021年3月に物故した、又は物故が報じられた人物について纏める。

## 1日 - 15日

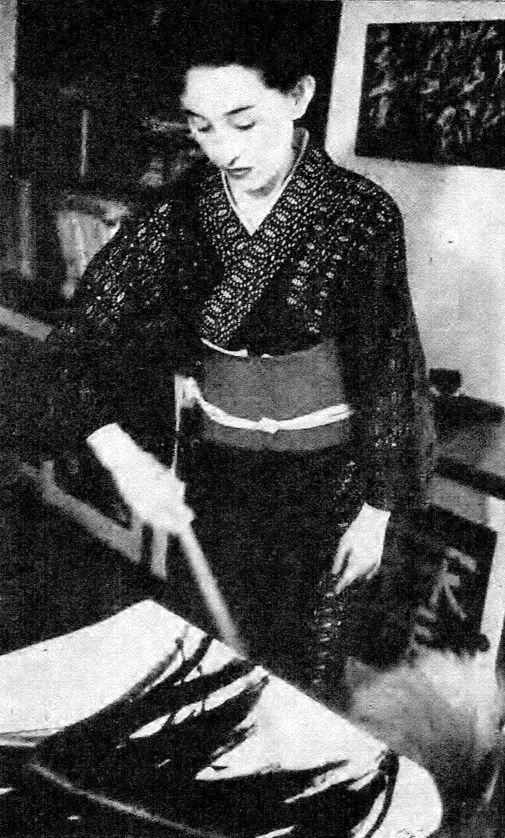
篠田桃紅／3月1日没

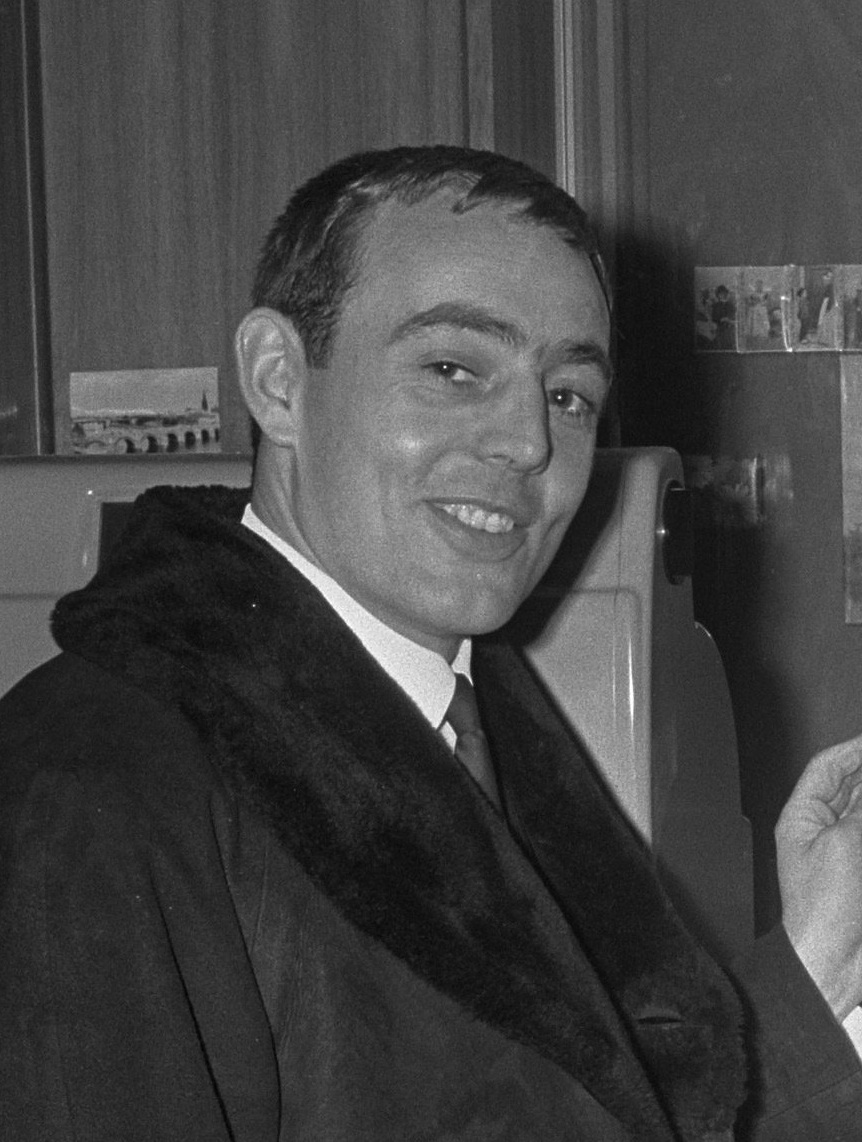
イアン・セント・ジョン／3月1日没

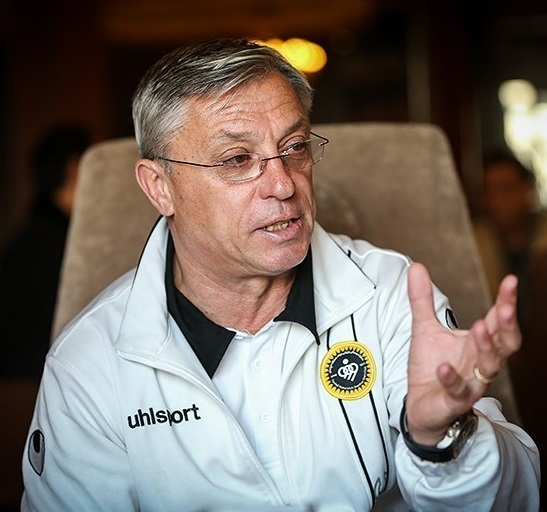
ズラトコ・クラニチャール／3月1日没

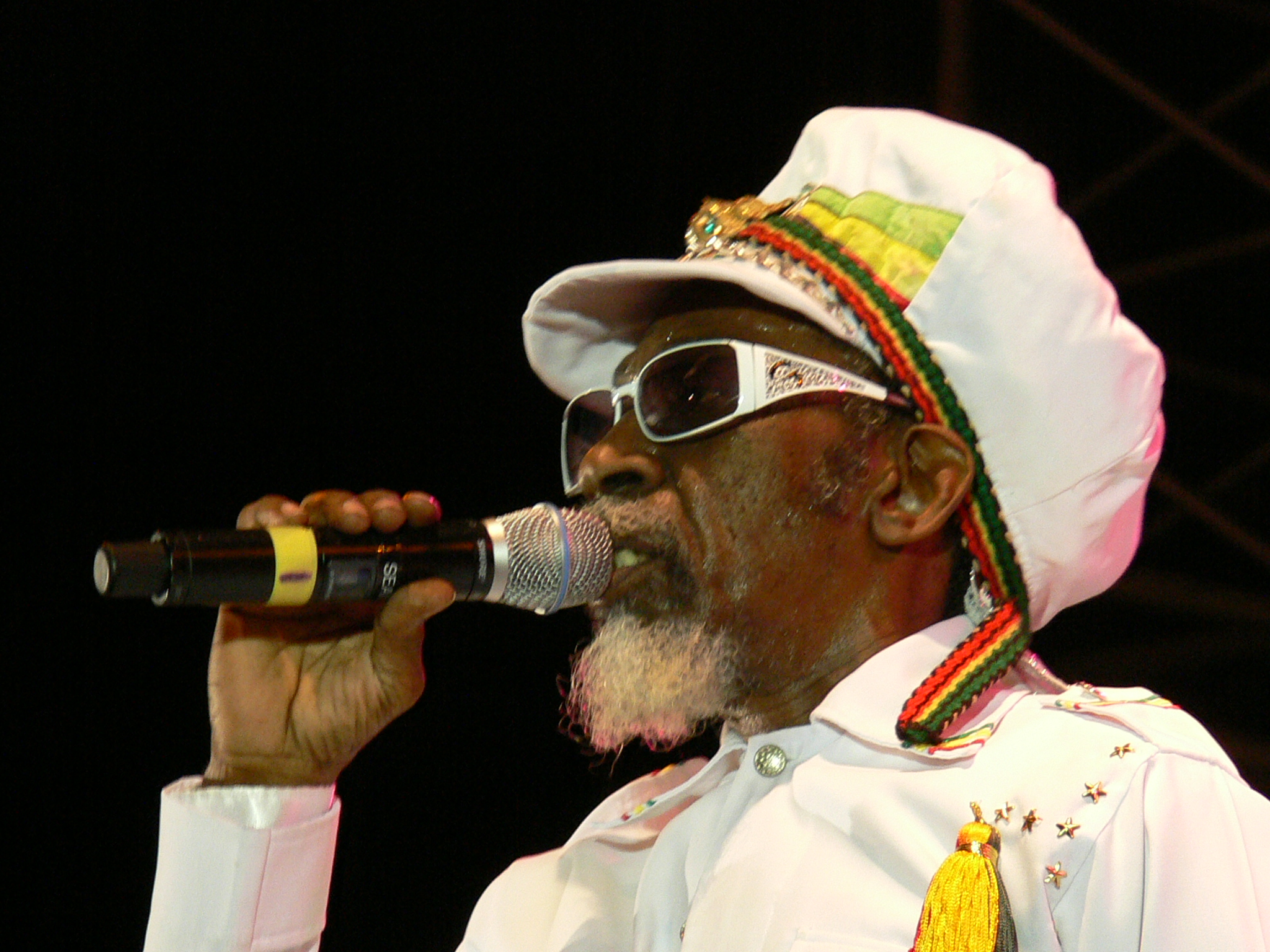
バニー・ウェイラー／3月2日没

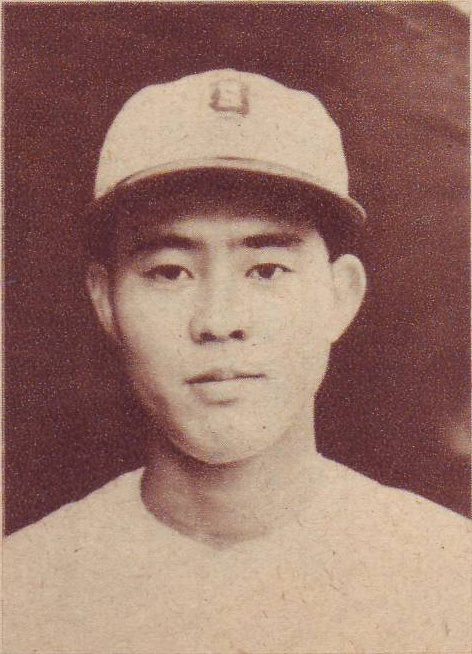
三宅秀史／3月3日没

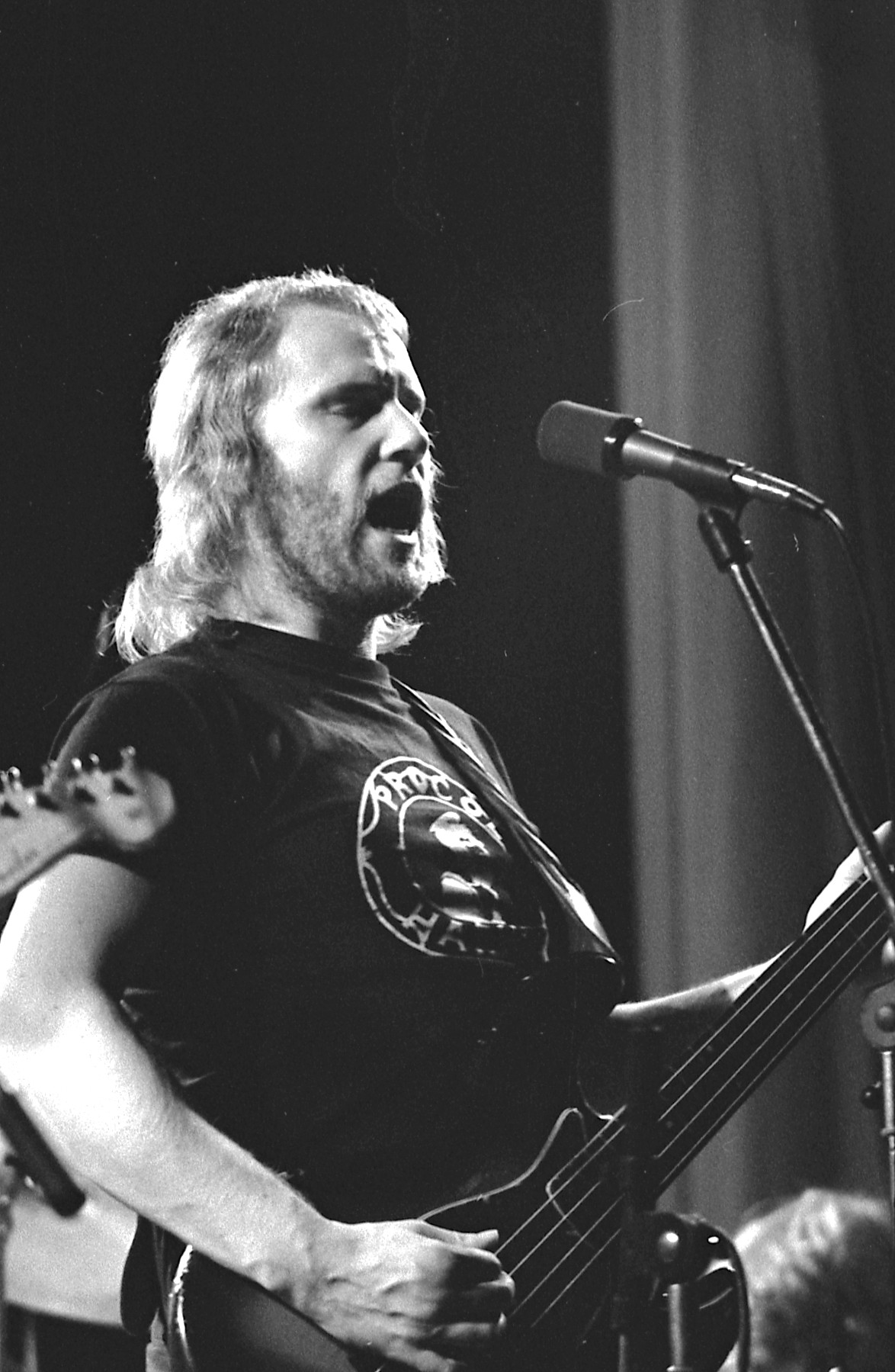
アラン・カートライト／3月4日没

ムハンマド・サイード・アッ＝サッハーフ／3月5日没

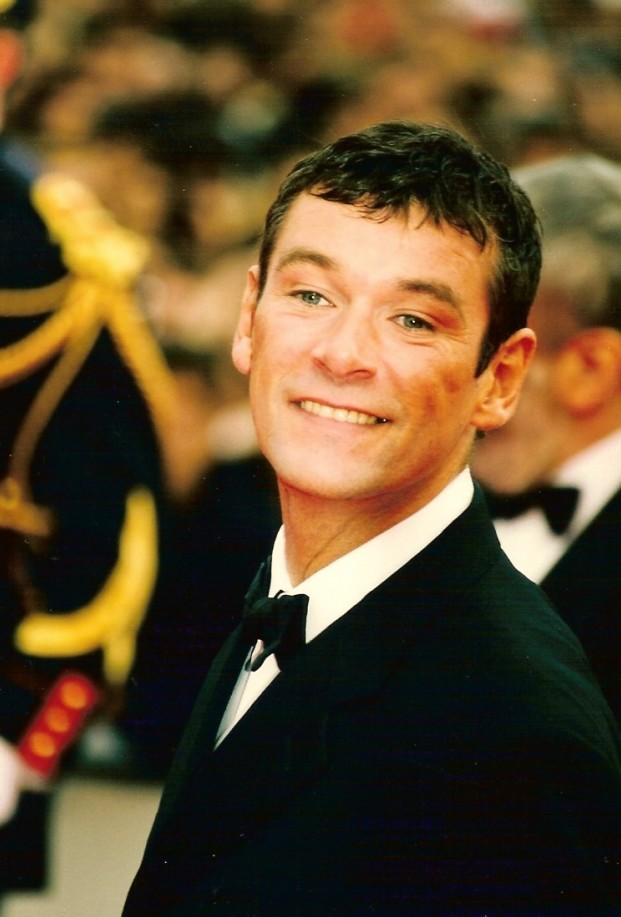
パトリック・デュポン／3月5日没

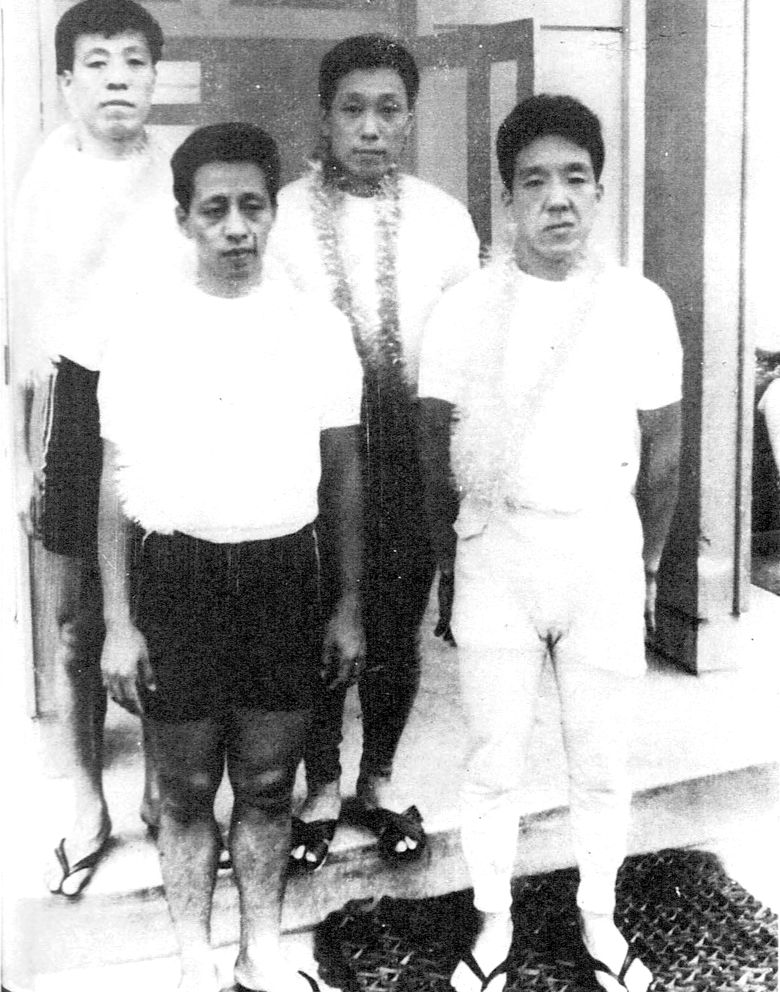
松本勝明（後列右）／3月6日没

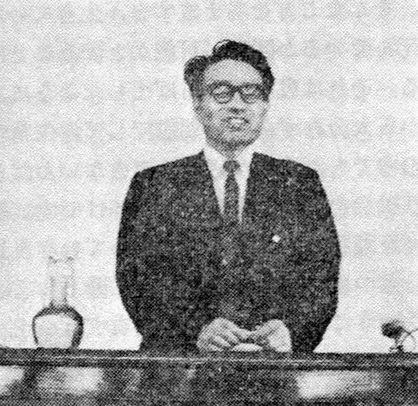
野田春彦／3月7日没

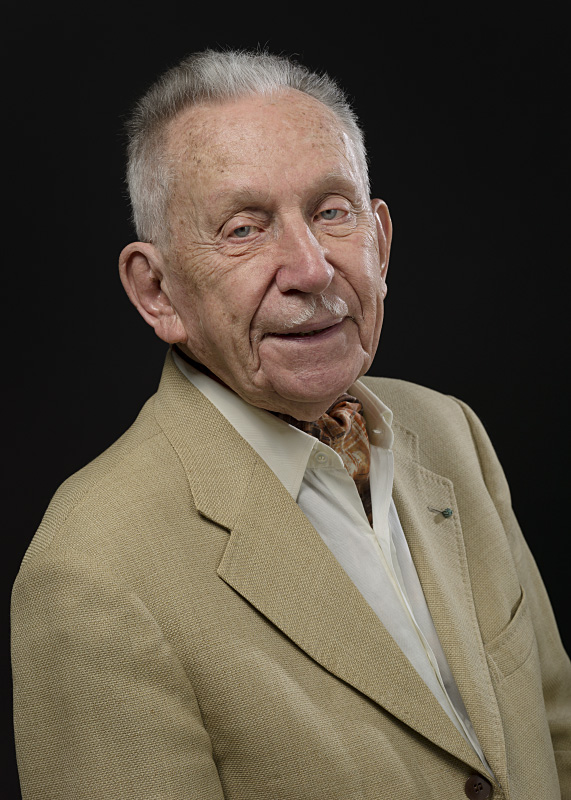
ジュリアン・フランソワ・ツビンデン／3月8日没

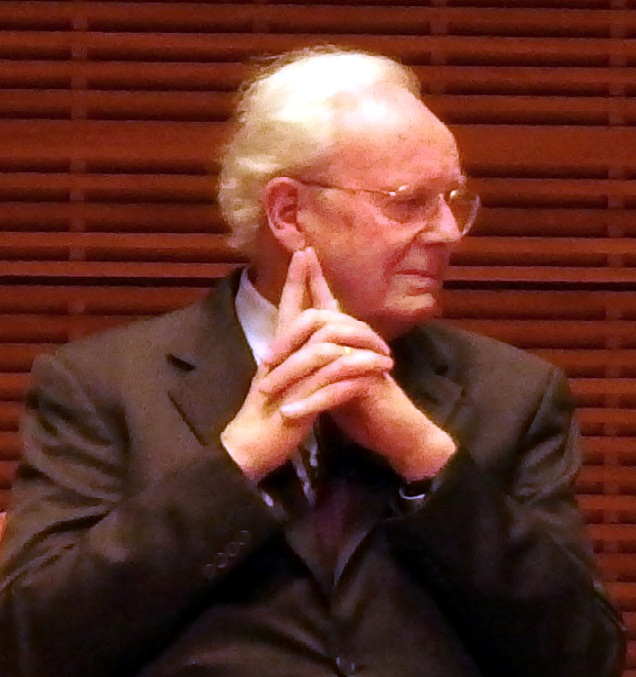
ウォルター・ラフィーバー／3月9日没

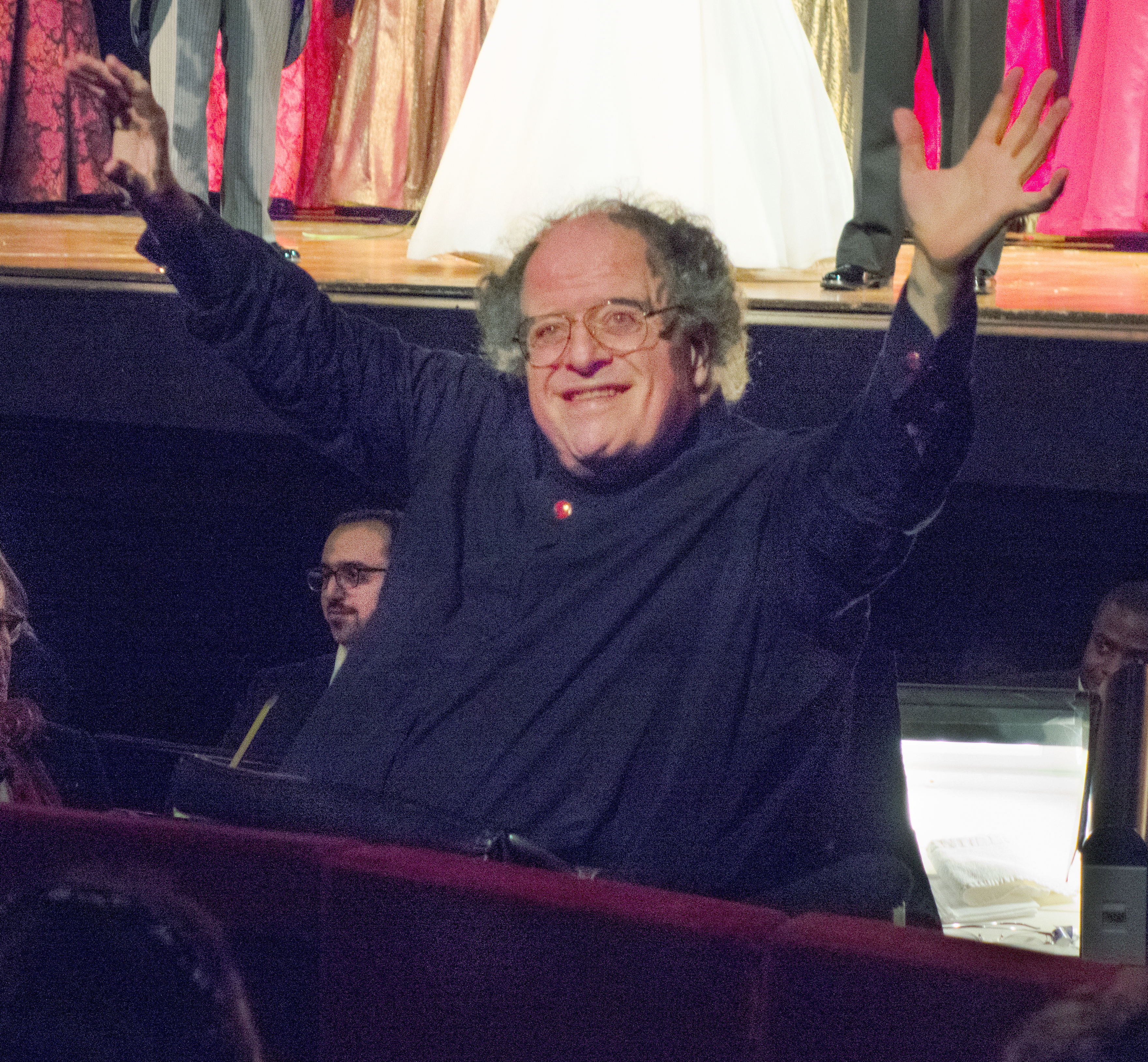
ジェームズ・レヴァイン／3月9日没

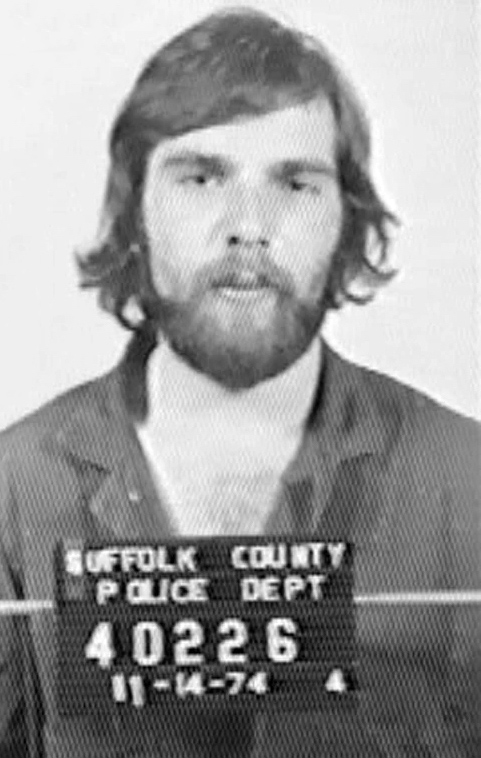
ロナルド・デフェオ・ジュニア／3月12日没

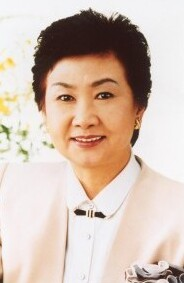
小野清子／3月13日没

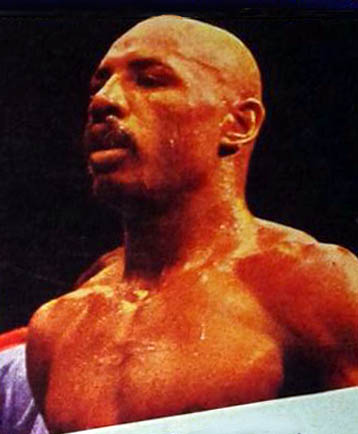
マービン・ハグラー／3月13日没

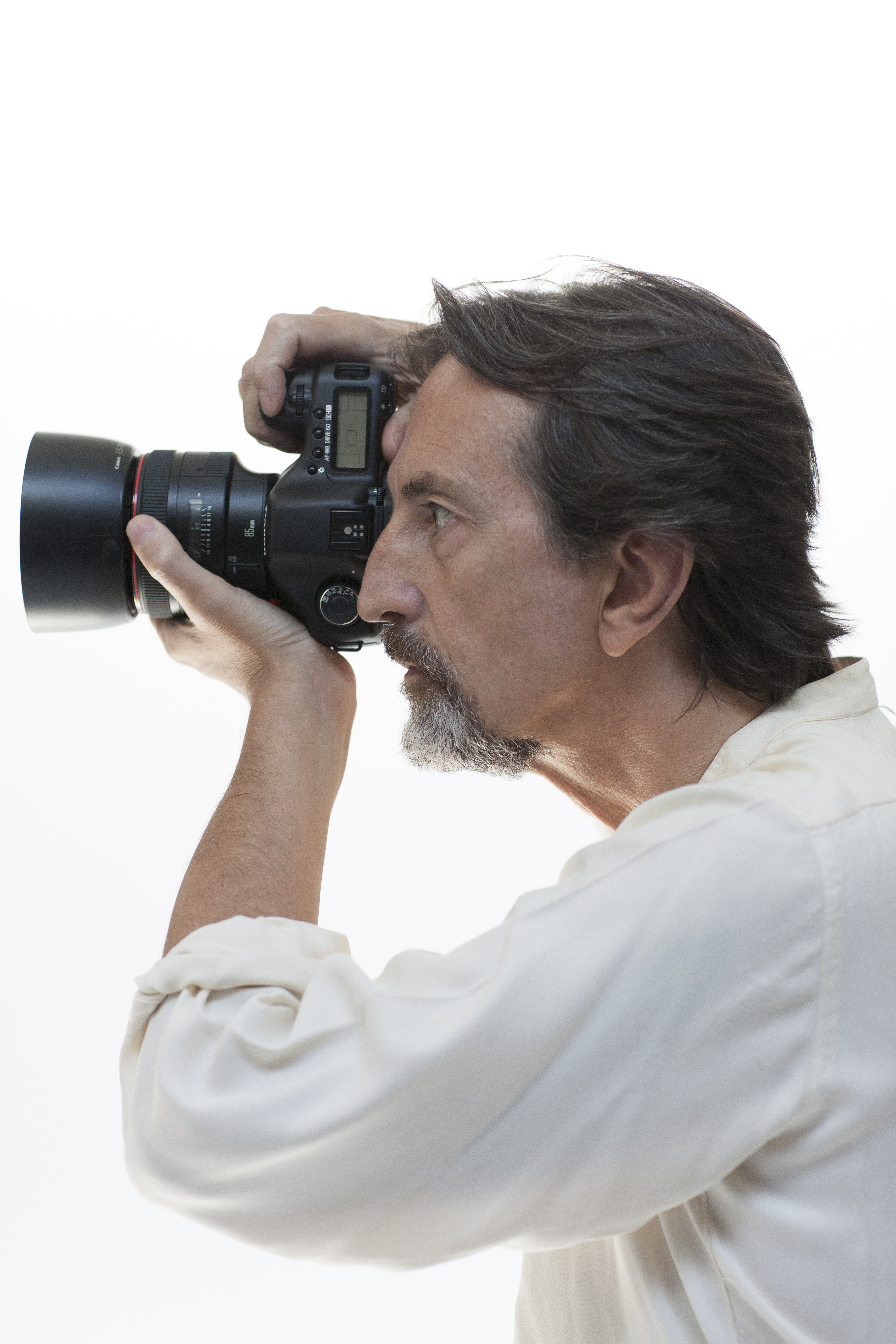
ジョヴァンニ・ガステル／3月13日没

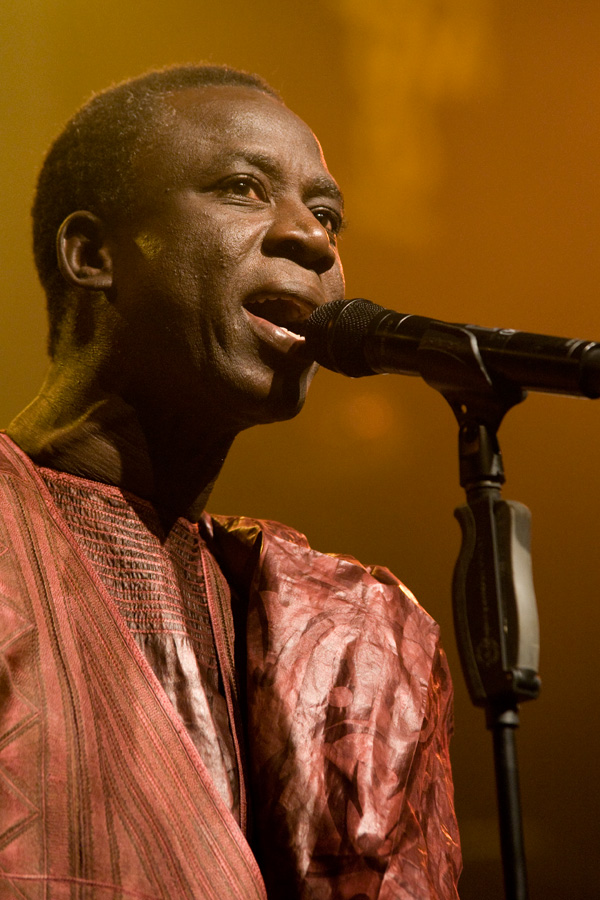
チョーン・セック／3月14日没

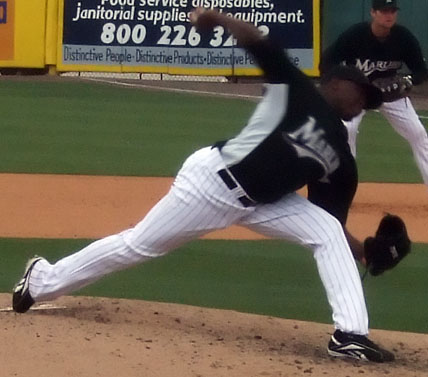
フランキー・デラクルーズ／3月14日没

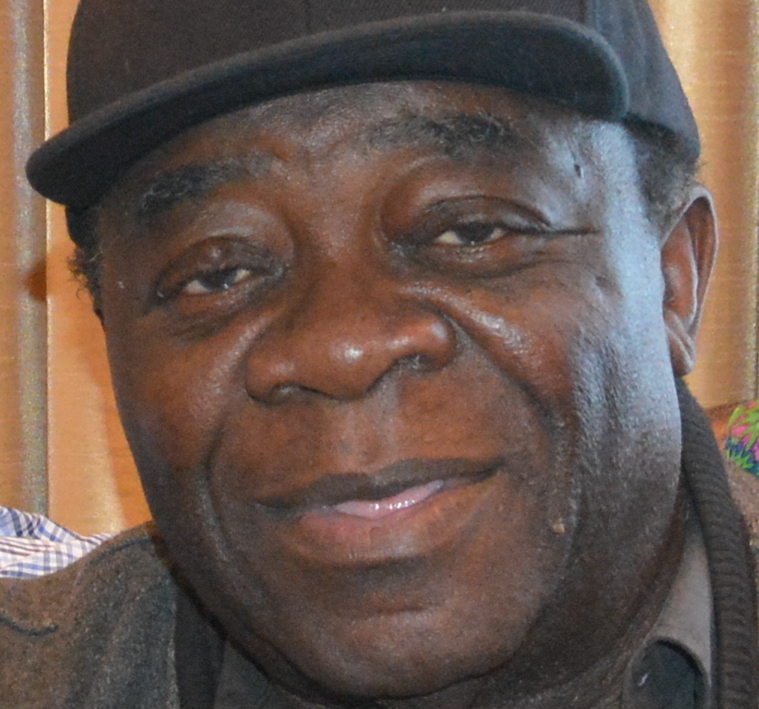
ヤフェット・コットー／3月15日没

- 3月1日 - 篠田桃紅、日本の美術家（* 1913年）[1]
- 3月1日 - バーノン・ジョーダン（英語版）、アメリカ合衆国の公民権運動指導者（* 1935年）[2]
- 3月1日 - イアン・セント・ジョン、スコットランドの元サッカー選手・指導者（* 1938年）[3]
- 3月1日 - アナトリイ・ズレンコ、ウクライナの政治家、外交官、元外務大臣（* 1938年）[4]
- 3月1日 - 村瀬清司、日本の実業家、元社会保険庁長官、元損害保険ジャパン副社長（* 1946年）[5]
- 3月1日 - 麒麟児和春、日本の元大相撲力士【二所ノ関部屋所属】、19代北陣親方（* 1953年）[6]
- 3月1日 - ズラトコ・クラニチャール、クロアチアの元サッカー選手・指導者、元ユーゴスラビア代表、元クロアチア代表・代表監督（* 1956年）[7]
- 3月1日 - ラルフ・ピーターソン・ジュニア（英語版）、アメリカ合衆国のジャズドラマー、元アウト・オブ・ザ・ブルーメンバー（* 1962年）[8]
- 3月2日 - 佐藤誼、日本の政治家、元衆議院議員【日本社会党所属】（* 1927年）[9]
- 3月2日 - 上原武信、日本の空手家（* 1930年）[10]
- 3月2日 - クリス・バーバー（英語版）、イギリスのジャズミュージシャン（* 1930年）[11]
- 3月2日 - ジョージ・バス（英語版）、アメリカ合衆国の考古学者（* 1932年）[12]
- 3月2日 - 米吉、日本の大相撲元呼出（* 1937年）[13]
- 3月2日 - 清水勲、日本の漫画・風刺画研究家（* 1939年）[14]
- 3月2日 - バニー・ウェイラー、ジャマイカのレゲエ歌手（* 1947年）[15]
- 3月2日 - 唐奕聰（中国語版）、香港のキーボード奏者、太極（英語版）メンバー（* 1963年）[16]
- 3月3日 - 小沢信男、日本の小説家（* 1927年）[17]
- 3月3日 - ジョー・アルトベリ（英語版）、アメリカ合衆国の元MLB選手・指導者【ボルチモア・オリオールズ元監督】（* 1932年）[18]
- 3月3日 - メデア・アブラハミャン（英語版）、アルメニアのチェリスト（* 1932年）[19]
- 3月3日 - 三宅秀史、日本の元プロ野球選手・指導者【阪神タイガース所属】（* 1934年）[20]
- 3月3日 - ジム・クロケット・ジュニア、アメリカ合衆国のプロレスプロモーター（* 1944年）[21]
- 3月3日 - ニコラ・パジェット、イギリスの女優（* 1945年）[22]
- 3月3日 - 陳明台（中国語版）、台湾の詩人（* 1948年）[23]
- 3月3日 - 小笠原直樹、日本の実業家、前秋田魁新報社社長、秋田県スポーツ協会会長（* 1951年）[24]
- 3月3日 - ダフィー・ジャクソン（英語版）、アメリカ合衆国のジャズドラマー（* 1953年）[25]
- 3月3日 - イ・ヨンギュ（朝鮮語版）、韓国の歌手、コリアナメンバー（* 1954年）[26]
- 3月4日 - ヘルムート・ヴィンシャーマン、ドイツのオーボエ奏者、指揮者、教育者（* 1920年）[27]
- 3月4日 - 金築修、日本の教育学者、島根大学元学長・名誉教授（* 1924年?）[28]
- 3月4日 - 三石信雄、日本の原子核工学者、九州大学名誉教授（* 1928年）[29]
- 3月4日 - ジョナサン・スタインバーグ、アメリカ合衆国の歴史学者、ペンシルベニア大学教授（* 1934年）[30]
- 3月4日 - バスカー・メノン（英語版）、インド出身のアメリカ合衆国の実業家、元EMI・キャピトル・レコードCEO（* 1934年）[31]
- 3月4日 - ウォルター・グレツキー（英語版）、カナダのアイスホッケー指導者、ウェイン・グレツキーの父（* 1938年）[32]
- 3月4日 - トニー・ヘンドラ（英語版）、イギリスの俳優、風刺作家（* 1941年）[33]
- 3月4日 - フィル・チスナル（英語版）、イギリスの元サッカー選手（* 1942年）[34]
- 3月4日 - アブドゥルマジード・アル＝ガウード、リビアの政治家、第7代人民委員会書記長（* 1943年）[35]
- 3月4日 - アラン・カートライト、イギリスの元ベーシスト、元プロコル・ハルムメンバー（* 1945年）[36]
- 3月4日 - キム・テウク（朝鮮語版）、韓国の元アナウンサー、ラジオパーソナリティ（* 1960年）[37]
- 3月4日 - 東郷哲也、日本の政治家、元衆議院議員【自由民主党所属】（* 1971年）[38]
- 3月5日 - ドン・ジャイル（英語版）、アメリカ合衆国の元MLB選手【ボストン・レッドソックス所属】（* 1935年）[39]
- 3月5日 - バディ・コルト、アメリカ合衆国の元プロレスラー（* 1936年）[40]
- 3月5日 - 永井英慈、日本の政治家、元衆議院議員【日本新党・新進党・国民の声・民政党・民主党所属】（* 1937年）[41]
- 3月5日 - ムハンマド・サイード・アッ＝サッハーフ、イラクの政治家、外交官、元外務大臣、元情報大臣（* 1940年）[42]
- 3月5日 - マイケル・スタンレー（英語版）、アメリカ合衆国のミュージシャン（* 1948年）[43]
- 3月5日 - パトリック・デュポン、フランスのバレエダンサー（* 1959年）[44]
- 3月5日 - 福原智、日本の実業家、トリプルアイズ代表取締役社長（* 1975年）[45]
- 3月6日 - ルネ・ドリア（フランス語版）、フランスのソプラノ歌手（* 1921年）[46]
- 3月6日 - ルー・オッテンス、オランダの技術者、発明家（* 1926年）[47][48][49]
- 3月6日 - 松本勝明、日本の元競輪選手・指導者、日本競輪学校名誉教諭、元日本名輪会会長（* 1928年）[50]
- 3月6日 - フランコ・アコスタ（英語版）、ウルグアイのサッカー選手（* 1996年）[51]
- 3月7日 - 野田春彦、日本の生物物理化学者、東京大学名誉教授（* 1922年）[52]
- 3月7日 - 阿部令彦、日本の医学者、慶應義塾大学名誉教授（* 1925年）[53]
- 3月7日 - フランク・ソーン（英語版）、アメリカ合衆国の漫画家（* 1930年）[54]
- 3月7日 - ドミトリー・バシキーロフ、ロシアのピアニスト（* 1931年）[55]
- 3月7日 - 塩川義人、日本の実業家、元カルピス食品工業（現アサヒ飲料）社長（* 1931年）[56]
- 3月7日 - 岩部金吾、日本の実業家、元文化シヤッター代表取締役社長（* 1932年）[57]
- 3月7日 - オリヴィエ・ダッソー（英語版）、フランスの実業家、政治家、国民議会議員（* 1951年）[58]
- 3月7日 - 鈴木淳一、日本のロシア文学者、札幌大学前学長・名誉教授（* 1951年）[59][60]
- 3月7日 - キン・マウン・ラット（英語版）、ミャンマーの政治家、民族代表院議員（* 1953年）[61]
- 3月7日 - 堀川政司、日本の実業家、前ツルハホールディングス社長（* 1958年）[62]
- 3月7日 - ラーズ・ヨーラン・ペトロフ（英語版）、スウェーデンの歌手、元エントゥームド／エントゥームド A.D.メンバー（* 1972年）[63]
- 3月7日 - 大石又七、日本の反核運動家（* 1934年）[64][65]
- 3月8日 - ジュリアン・フランソワ・ツビンデン、スイスの作曲家、ピアニスト（* 1917年）[66]
- 3月8日 - ノートン・ジャスター（英語版）、アメリカ合衆国の児童文学作家（* 1929年）[67]
- 3月8日 - ノーム・シェリー（英語版）、アメリカ合衆国の元MLB選手・指導者【ロサンゼルス・ドジャースなどに所属】（* 1931年）[68]
- 3月8日 - ジブリル・タムシル・ニアヌ、セネガルの歴史学者、劇作家、作家、ハワード大学・東京大学名誉教授（* 1932年）[69]
- 3月8日 - 山下国誥、日本の地域計画学者、鹿児島大学元教授（* 1933年）[70]
- 3月8日 - レオン・ギャスト（英語版）、アメリカ合衆国のドキュメンタリー映画監督、アカデミー長編ドキュメンタリー映画賞受賞者（* 1936年）[71]
- 3月8日 - 大久保正彦、日本の畜産学者、北海道大学名誉教授（* 1938年）[72]
- 3月8日 - 塹江清志、日本の経営工学者、名古屋工業大学名誉教授（* 1939年）[73]
- 3月8日 - レアール・コーミエ、カナダの元MLB選手、カナダ野球殿堂【フィラデルフィア・フィリーズなどに所属】（* 1967年）[74]
- 3月8日 - ジェイムス・マック・ガウ、フランスのギタリスト、元マグマメンバー（* 1968年）[75]
- 3月8日 - イ・ジウン（朝鮮語版）、韓国の女優（* 1971年）[76]
- 3月9日 - エアリング・ロレンツェン（英語版）、ノルウェーの実業家、船主、ラグンヒル王女配偶者（* 1923年）[77]
- 3月9日 - 仙波輝彦、日本の歯学者、鹿児島大学名誉教授（* 1926年?）[78]
- 3月9日 - ロジャー・マッド（英語版）、アメリカ合衆国の政治記者（* 1928年）[79]
- 3月9日 - 藤田潔、日本の実業家、ビデオプロモーション創業者（* 1929年）[80]
- 3月9日 - 秋庭雅夫、日本の経営工学者、東京工業大学名誉教授（* 1929年）[81]
- 3月9日 - ジョン・ポーキングホーン（英語版）、イギリスの理論物理学者、神学者、聖公会牧師（* 1930年）[82]
- 3月9日 - ジム・スナイダー（英語版）、アメリカ合衆国の元MLB選手・指導者【ミネソタ・ツインズなどに所属】（* 1932年）[83]
- 3月9日 - ウォルター・ラフィーバー、アメリカ合衆国の歴史学者、コーネル大学教授（* 1933年）[84]
- 3月9日 - スティーヴン・スパリュア（英語版）、イギリスのワイン商人・専門家、アカデミー・デュ・ヴァン（英語版）創始者（* 1941年）[85][86]
- 3月9日 - ジェームズ・レヴァイン、アメリカ合衆国の指揮者、ピアニスト（* 1943年）[87]
- 3月9日 - 村上“ポンタ”秀一、日本のドラム奏者、「PONTA BOX」リーダー（* 1951年）[88]
- 3月9日 - クリフ・サイモン（英語版）、南アフリカ共和国の俳優（* 1962年）[89]
- 3月10日 - 山口栄鉄、日本の琉球学研究者（* 1938年）[90]
- 3月10日 - アリ・マフディ・ムハンマド、ソマリアの実業家、政治家、第4代大統領（* 1939年）[91]
- 3月10日 - ノーマン・J・ウォーレン（英語版）、イギリスの映画監督（* 1942年）[92]
- 3月10日 - マニュエル・サトゥルニノ・ダ・コスタ（英語版）、ギニアビサウの政治家、第6代首相（* 1942年）[93]
- 3月10日 - ハメド・バカヨコ（英語版）、コートジボワールの政治家、第12代首相（* 1965年）[94]
- 3月11日 - 山崎剛太郎、日本の詩人、フランス文学翻訳家（* 1917年）[95]
- 3月11日 - 日下部悦二、日本の実業家、元古河電気工業社長（* 1923年）[96]
- 3月11日 - イシドア・マンコフスキー、アメリカ合衆国の撮影監督（* 1931年）[97]
- 3月11日 - レイ・キャンピ（英語版）、アメリカ合衆国のロカビリーミュージシャン（* 1934年）[98]
- 3月11日 - 山崎広太郎、日本の政治家、第32・33代福岡県福岡市長、元衆議院議員、元福岡県議会議員【自由民主党、日本新党、新進党所属】（* 1941年）[99]
- 3月11日 - カーティス・ラブジョイ（英語版）、アメリカ合衆国の元競泳選手、2000年シドニーパラリンピック50m・100m自由形金メダリスト（* 1957年）[100]
- 3月11日 - 前の山太郎、日本の元大相撲力士、元高田川部屋師匠（* 1945年）[101]
- 3月12日 - 曹光彪（中国語版）、香港の実業家、キャセイドラゴン航空創業者（* 1920年）[102]
- 3月12日 - イヴォ・トランビッチ（英語版）、クロアチアの元水球選手・指導者、1968年メキシコシティーオリンピック金メダリスト【旧ユーゴスラビア代表】（* 1935年）[103]
- 3月12日 - 又吉スミ子、日本の実業家、三和交通会長（* 1936年）[104]
- 3月12日 - 牟田秀敏、日本の政治家、元佐賀県鳥栖市長（* 1941年）[105]
- 3月12日 - グッドウィル・ズウェリティニ・カベクズールー（英語版）、南アフリカ共和国の王族、ズールー王国国王（* 1948年）[106]
- 3月12日 - ロナルド・デフェオ・ジュニア、アメリカ合衆国の殺人犯（* 1951年）[107]
- 3月13日 - マレー・ウォーカー（英語版）、イギリスのF1レース解説者（* 1923年）[108]
- 3月13日 - 森岡英一、日本の実業家、元理研コランダム社長（* 1923年?）[109]
- 3月13日 - マルク・ルボツキー（ロシア語版）、ロシアのバイオリニスト（* 1931年）[110]
- 3月13日 - 平松久司、日本の指揮者、吹奏楽指導者（* 1935年）[111]
- 3月13日 - 小野清子、日本の元体操競技選手、政治家、1964年東京オリンピック体操女子団体総合銅メダリスト、元参議院議員【自由民主党所属】、第69-70代国家公安委員会委員長（* 1936年）[112]
- 3月13日 - 畠山襄、日本の元通産官僚、元ジェトロ理事長（* 1936年）[113]
- 3月13日 - マービン・ハグラー、アメリカ合衆国の元プロボクサー、元統一ミドル級王者、スーパー王者（* 1954年）[114]
- 3月13日 - ジョヴァンニ・ガステル、イタリアの写真家（* 1955年）[115]
- 3月14日 - 国分欽智、日本の工学者、日本大学元工学部長（* 1926年?）[116]
- 3月14日 - 大亀孝裕、日本の実業家、DCMホールディングス創業者・名誉会長（* 1931年）[117]
- 3月14日 - クート・ビール（英語版）、アメリカ合衆国の元MLB選手【デトロイト・タイガースなどに所属】（* 1932年）[118]
- 3月14日 - ヘンリー・ダロウ（英語版）、アメリカ合衆国の俳優（* 1933年）[119]
- 3月14日 - 中田勝久、日本の政治家、元兵庫県南あわじ市長（* 1938年?）[120]
- 3月14日 - チョーン・セック、セネガルの歌手（* 1955年）[121]
- 3月14日 - レジー・ウォーレン（英語版）、アメリカ合衆国のR&Bシンガー、トゥループ（英語版）メンバー（* 1969年?）[122]
- 3月14日 - フランキー・デラクルーズ、ドミニカ共和国の元MLB・プロ野球選手【東京ヤクルトスワローズなどに所属】（* 1984年）[123]
- 3月15日 - ステファン・ベクテル・ジュニア（英語版）、アメリカ合衆国の実業家、元ベクテルCEO（* 1925年）[124]
- 3月15日 - 大塚康生、日本のアニメーター（* 1931年）[125]
- 3月15日 - 儀間紀善、日本の実業家、元ジーマ社長（* 1931年）[126]
- 3月15日 - ヤフェット・コットー、アメリカ合衆国の俳優（* 1937年）[127][128]
- 3月15日 - 橘家円三、日本の落語家（* 1947年）[129]
- 3月15日 - 水木正子、日本の女優（* 1948年）[130]
- 3月15日 - 安西正弘、日本の俳優、声優（* 1954年）[131]
- 3月15日（訃報発表日） - 宮川侑也、日本のアスレティックトレーナー、ガイナーレ鳥取コンディショニングトレーナー（* 1994年）[132]

## 16日 - 31日

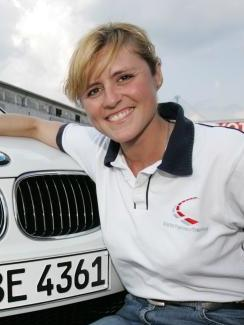
サビーネ・シュミッツ／3月16日没

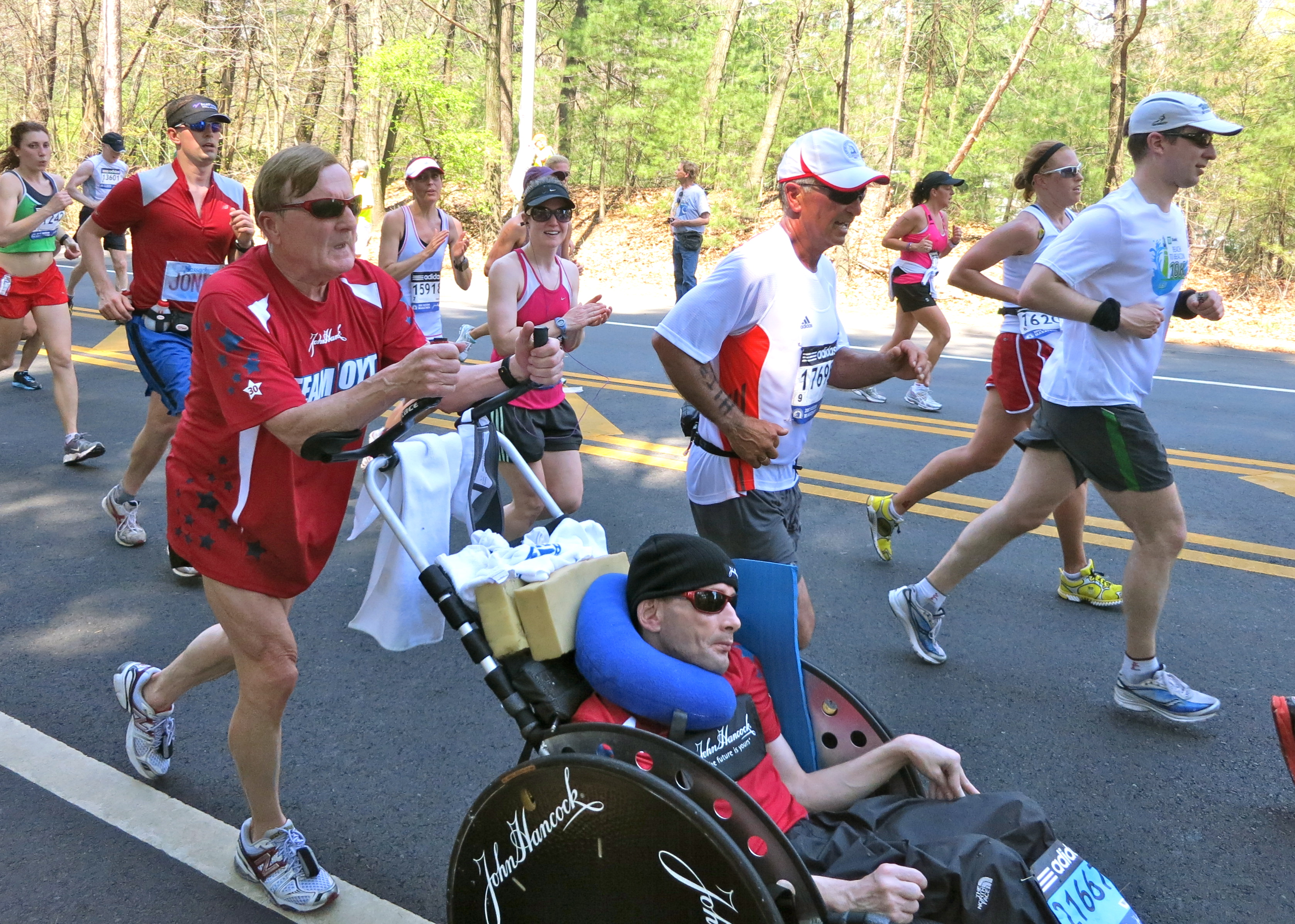
ディック・ホイト（車椅子を押す人物）／3月17日没

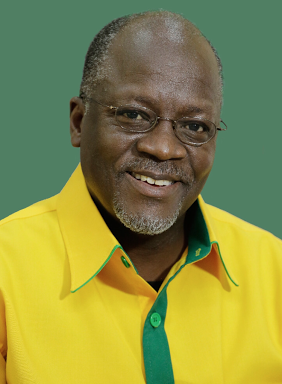
ジョン・マグフリ／3月17日没

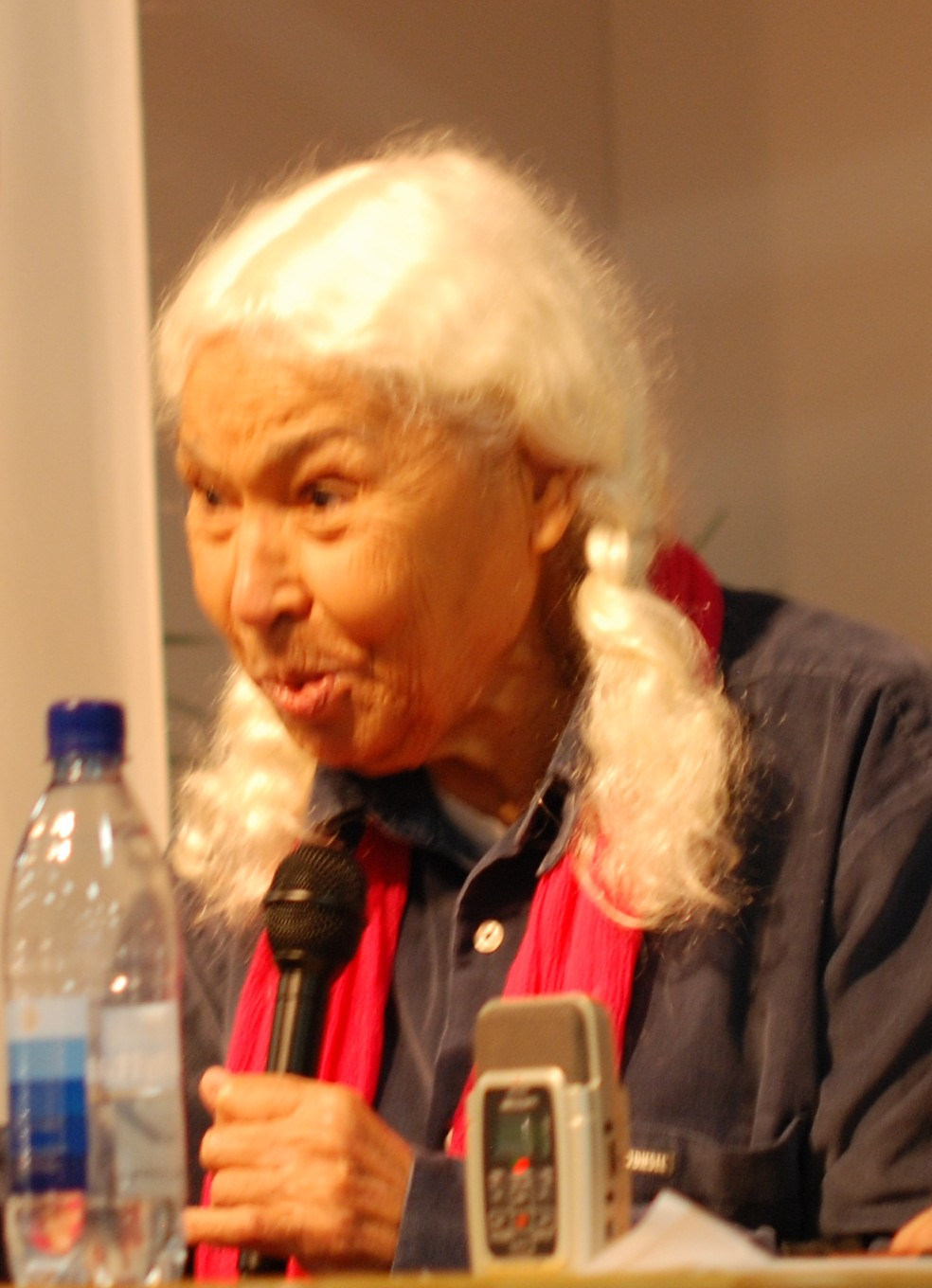
ナワル・エル・サーダウィ／3月21日没

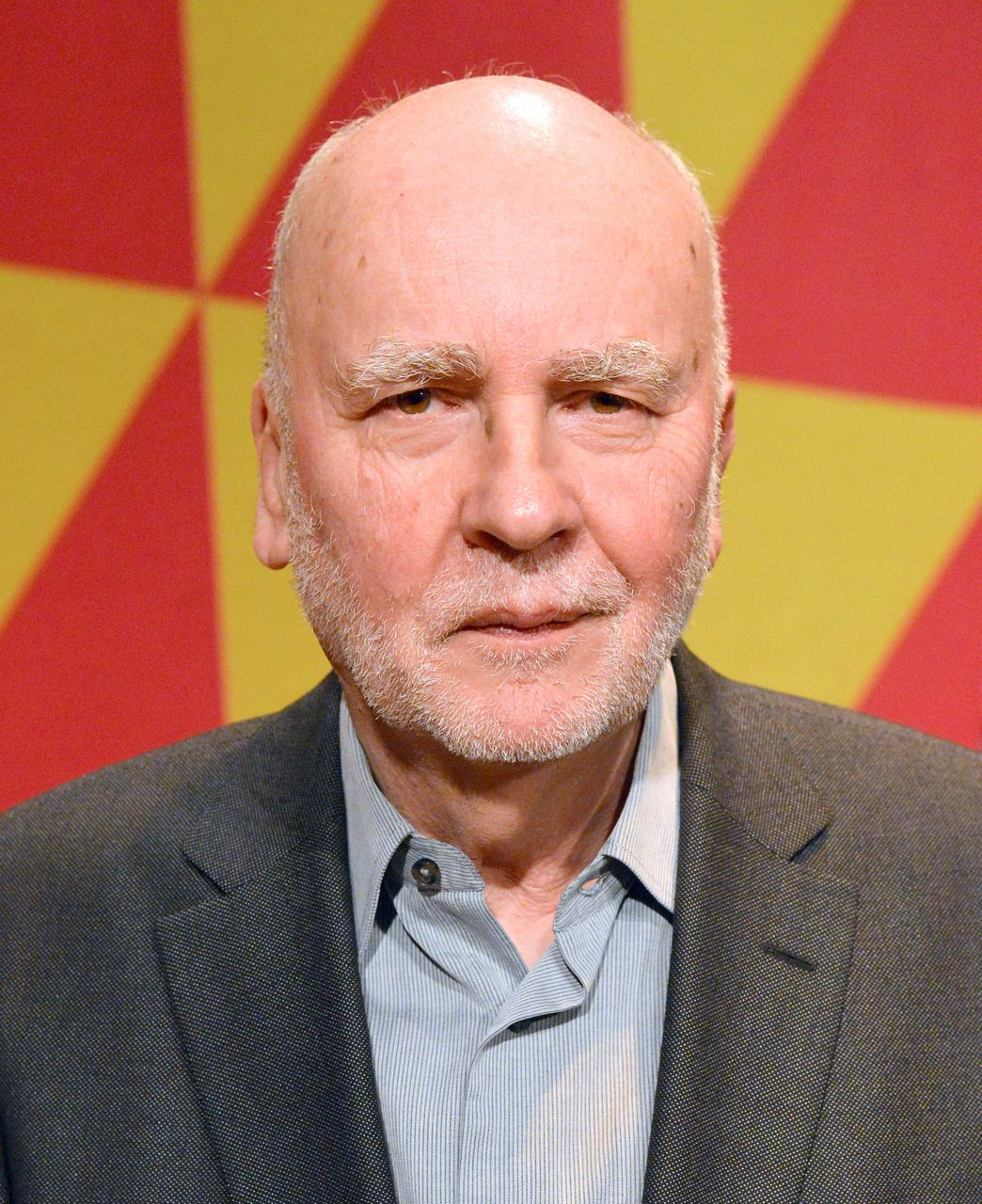
アダム・ザガエフスキ／3月21日没

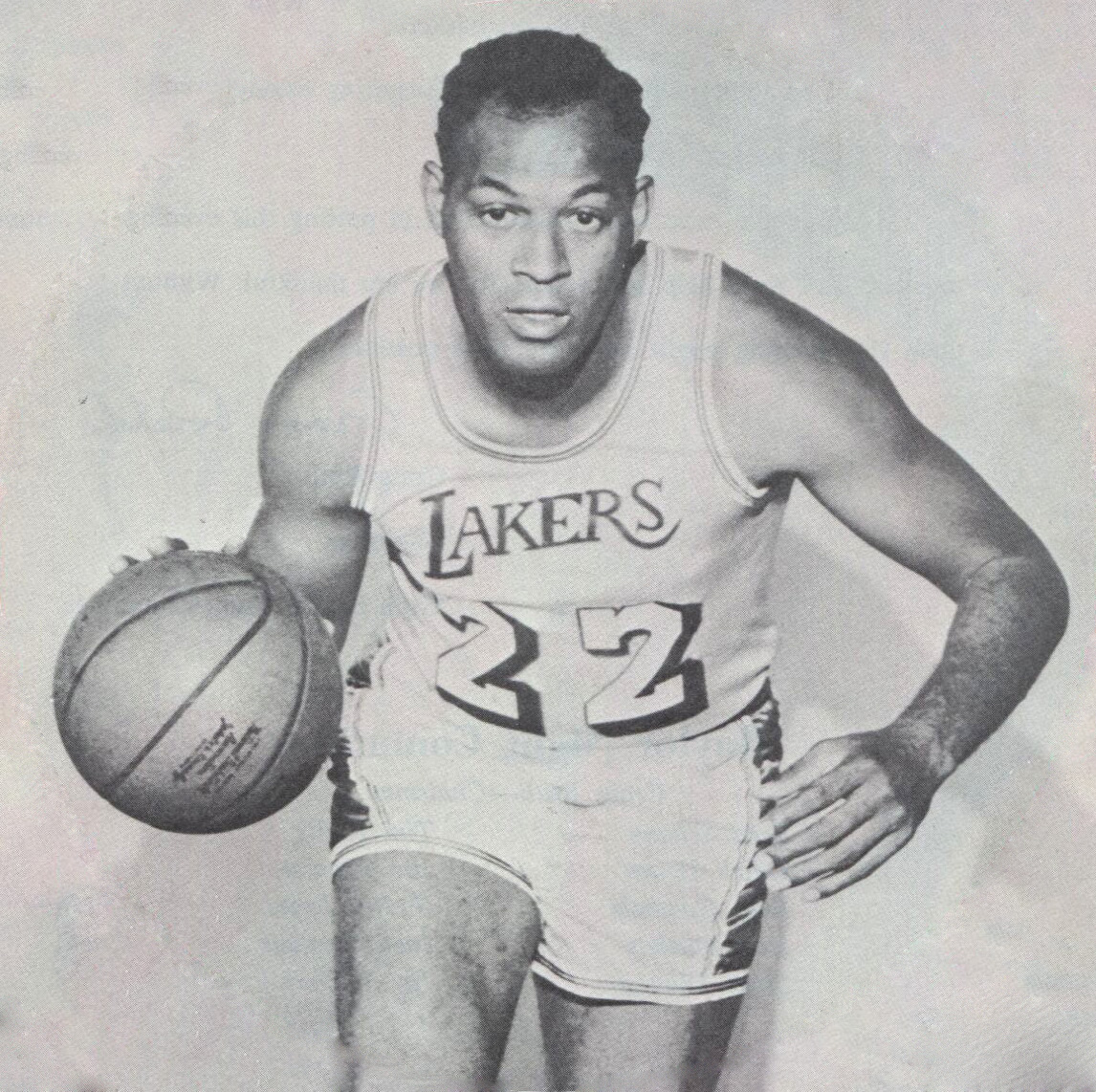
エルジン・ベイラー／3月22日没

ジョージ・シーガル／3月23日没

ジェシカ・ウォルター／3月24日没

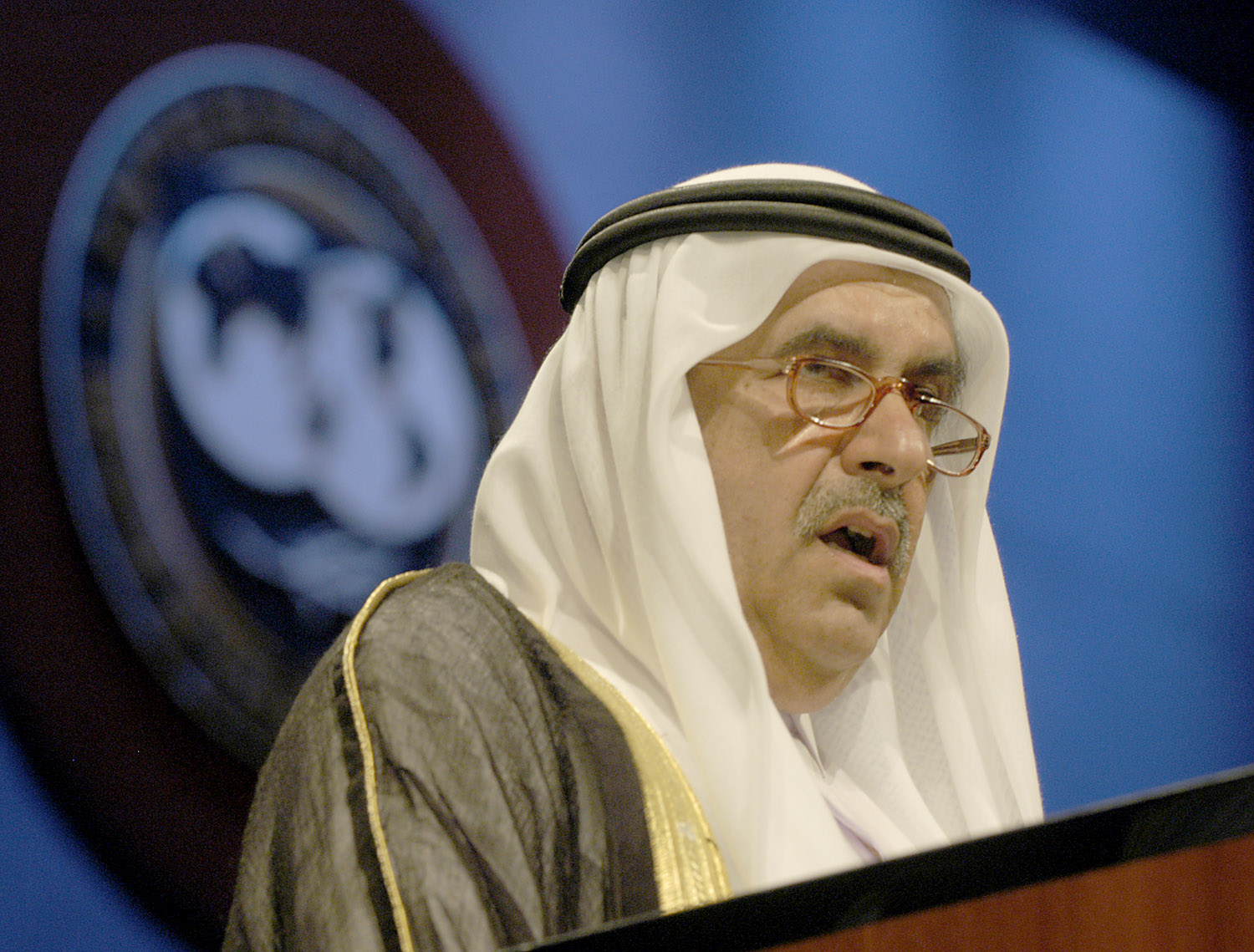
ハムダーン・ビン・ラーシド・アール・マクトゥーム／3月24日没

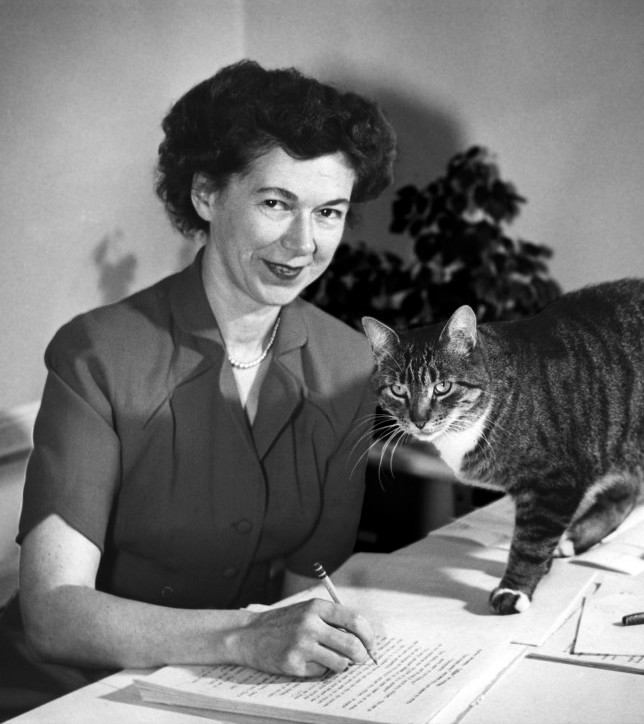
ビバリー・クリアリー／3月25日没

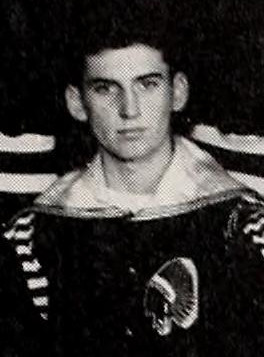
スタン・アルベック／3月25日没

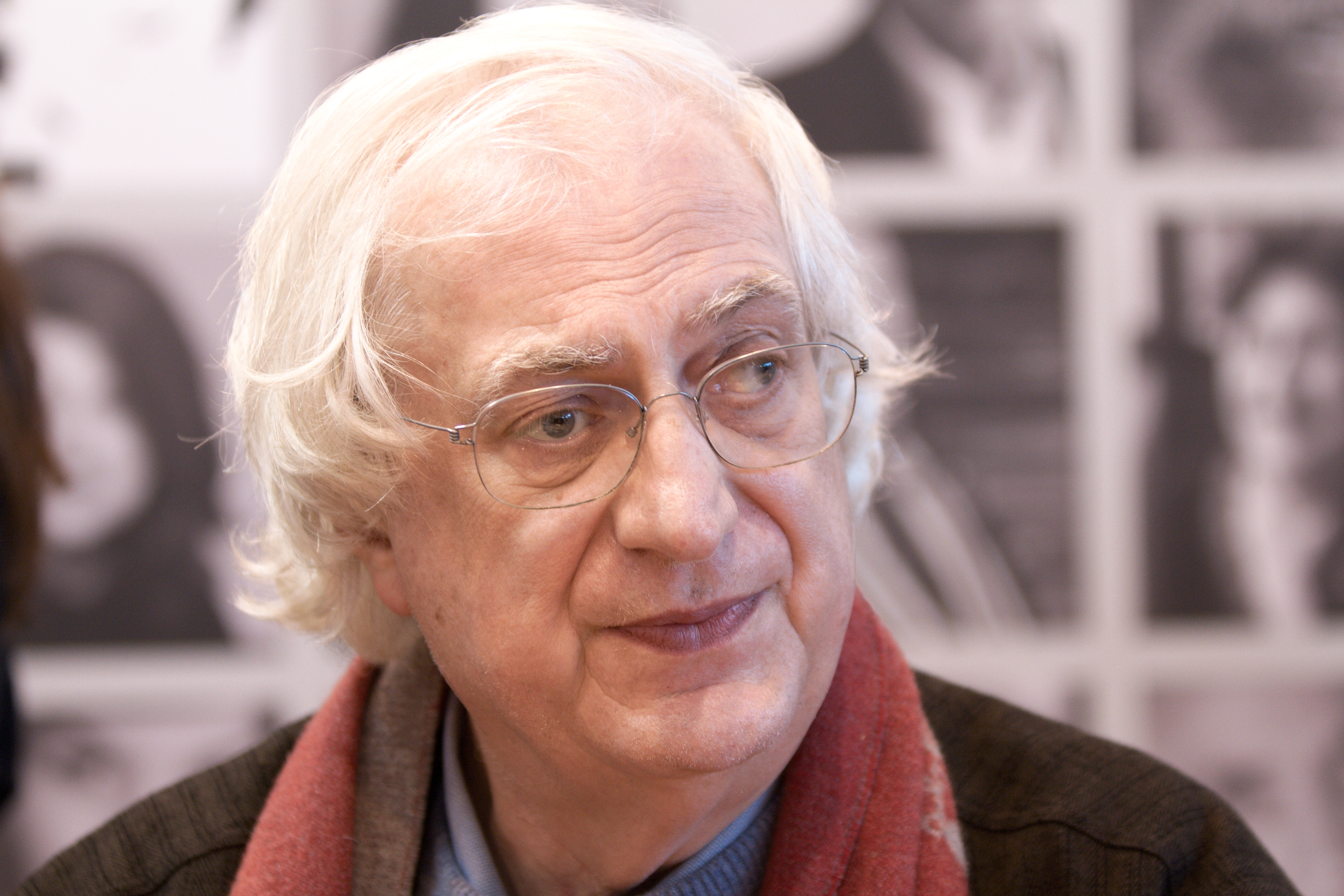
ベルトラン・タヴェルニエ／3月25日没

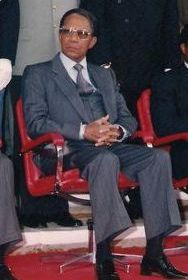
ディディエ・ラツィラカ／3月28日没

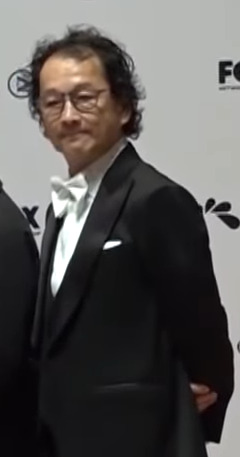
リウ・カイチー／3月28日没

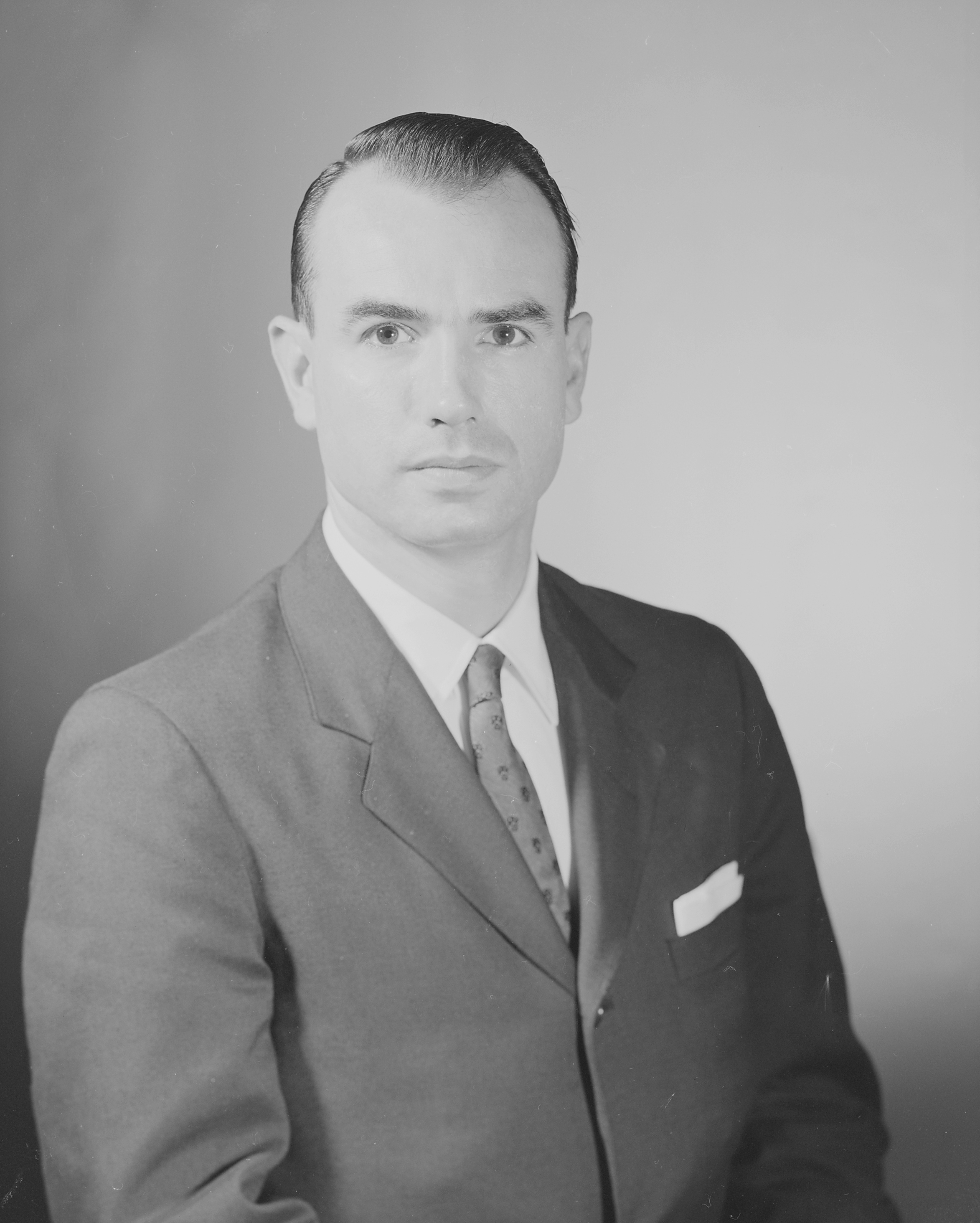
ジョージ・ゴードン・リディ／3月30日没

- 3月16日 - 山野弥一、日本の実業家、元ダイハツディーゼル社長（* 1927年?）[133]
- 3月16日 - ムドゥード・アフメド（英語版）、バングラデシュの政治家、第7代首相、元副大統領（* 1940年）[134]
- 3月16日 - サビーネ・シュミッツ、ドイツのレーシングドライバー、テレビ番組司会者（* 1969年）[135]
- 3月16日（訃報発表日） - 芝美奈子、日本のアニメーター（* 1971年）[136]
- 3月17日 - フレディ・レッド（英語版）、アメリカ合衆国のハードバップピアニスト、作曲家（* 1928年）[137]
- 3月17日 - 中村平治、日本のインド史学者、東京外国語大学名誉教授（* 1931年）[138]
- 3月17日 - 原正人、日本の映画プロデューサー（* 1931年）[139]
- 3月17日 - アントン・ガルシア・アブリル（英語版）、スペインの作曲家（* 1933年）[140]
- 3月17日 - ディック・ホイト、アメリカ合衆国の元アマチュアマラソンランナー（* 1940年）[141]
- 3月17日 - ジャック・フランツ（英語版）、フランスの俳優、声優（* 1947年）[142]
- 3月17日 - エド・アームブリスター（英語版）、バハマの元MLB選手【シンシナティ・レッズ所属】（* 1948年）[143]
- 3月17日 - ジョン・マグフリ、タンザニアの政治家、第5代大統領（* 1959年）[144]
- 3月18日 - ポール・ジャクソン、アメリカ合衆国のベース奏者（* 1947年）[145]
- 3月19日 - バッジ・ウィルソン（英語版）、カナダの児童文学作家（* 1927年）[146]
- 3月19日 - グリン・ラニー（英語版）、アメリカ合衆国の航空宇宙工学者、元アポロ13号飛行主任（* 1936年）[147]
- 3月19日 - 鈴木康之、日本の銀行家、元城南信用金庫理事長（* 1936年?）[148]
- 3月19日 - エルサ・ペレッティ、イタリアの宝飾品デザイナー（* 1940年）[149]
- 3月19日 - 岡田繁幸、日本の実業家、馬主（* 1950年）[150]
- 3月19日 - バリー・オートン（英語版）、アメリカ合衆国の元プロレスラー（* 1958年）[151]
- 3月20日 - バディ・ディペンシュミット（英語版）、アメリカ合衆国のジャズドラマー（* 1936年）[152]
- 3月20日 - エフゲニー・ネステレンコ（英語版）、ロシアのバス歌手（* 1938年）[153]
- 3月20日 - 皇達也、日本のテレビプロデューサー、実業家、元テレビ朝日プロデューサー、ジャパン・コンテンツ・コンサルティング社長（* 1941年）[154]
- 3月20日 - ピーター・ロリマー（英語版）、スコットランドの元サッカー選手、元同国代表（* 1946年）[155]
- 3月20日 - 鬼塚誠、日本の国会職員、第14代衆議院事務総長（* 1947年?）[156]
- 3月20日 - 徐方啓、中華人民共和国の経営学者、近畿大学名誉教授（* 1953年）[157]
- 3月20日 - タリン・フィービッグ（英語版）、オーストラリアのソプラノ歌手（* 1972年）[158]
- 3月21日 - ナワル・エル・サーダウィ、エジプトの作家、精神科医、人権活動家（* 1931年）[159]
- 3月21日 - 濱田滋郎、日本の音楽評論家、スペイン文化研究者、日本フラメンコ協会会長（* 1935年）[160]
- 3月21日 - アダム・ザガエフスキ、ポーランドの詩人（* 1945年）[161]
- 3月22日 - 彭士禄（中国語版）、中華人民共和国の核物理学者、091型原子力潜水艦主任設計者（* 1925年）[162]
- 3月22日 - 楠幸男、日本の複素解析学者、京都大学名誉教授（* 1925年）[163]
- 3月22日 - 朽津耕三、日本の物理化学者、量子化学者、東京大学・長岡技術科学大学名誉教授（* 1927年）[164]
- 3月22日 - エルジン・ベイラー、アメリカ合衆国の元バスケットボール選手・指導者・球団経営者、元ロサンゼルス・クリッパーズGM、バスケットボール殿堂（* 1934年）[165]
- 3月22日 - 平野甲賀、日本の装丁家（* 1938年）[166]
- 3月22日 - フランク・ワーシントン（英語版）、イングランドの元サッカー選手、元同国代表（* 1948年）[167]
- 3月22日 - ジョニー・ダンフリーズ、イギリスの貴族、元レーシングドライバー、第7代ビュート侯爵、1988年ル・マン24時間レース優勝者（* 1958年）[168]
- 3月22日 - ギー・ブリス・パルフェ・コレラ（英語版）、コンゴ共和国の経済学者、政治家、国民議会議員（* 1959年）[169]
- 3月23日 - 稗田一穂、日本の画家（* 1920年）[170]
- 3月23日 - 小野桂甫、日本の書家、歌人（* 1921年?）[171]
- 3月23日 - ハナ・ヘゲロヴァ（英語版）、スロバキアの歌手（* 1931年）[172]
- 3月23日 - ジョージ・シーガル、アメリカ合衆国の俳優（* 1934年）[173]
- 3月23日 - 和久井保、日本の実業家、ワクイ音楽事務所社長（* 1936年）[174]
- 3月23日 - 東山紘久、日本の臨床心理学者、京都大学名誉教授（* 1942年）[175]
- 3月23日 - ドン・ヘフィントン（英語版）、アメリカ合衆国のドラマー（* 1950年）[176]
- 3月23日 - リュウ・アサダ、日本のミニカーデザイナー（* 1978年）[177]
- 3月23日 - ジュリー・ポマガルスキー（英語版）、フランスのスノーボード選手、1999年スノーボード世界選手権優勝者（* 1980年）[178]
- 3月23日 - ビラ・ヴェイガ、元FC刈谷監督、サッカー指導者（*1955年）[179]
- 3月24日 - 吉田裕、日本の社会学者、上智大学名誉教授（* 1932年）[180]
- 3月24日 - 田中邦衛、日本の俳優（* 1932年）[181]
- 3月24日 - ジェシカ・ウォルター、アメリカ合衆国の女優（* 1941年）[182]
- 3月24日 - 工藤堅太郎 - 日本の政治家、元参議院議員、衆議院議員、岩手県議会議員【新生党・新進党など所属】（* 1942年）[183]
- 3月24日 - ハムダーン・ビン・ラーシド・アール・マクトゥーム、アラブ首長国連邦の実業家、馬主、政治家、初代連邦副首相（ドバイ副首長）、財務相（* 1945年）[184][185]
- 3月24日 - 古賀稔彦、日本の柔道家・指導者、1992年バルセロナオリンピック柔道男子71kg級金メダリスト（* 1967年）[186]
- 3月25日 - ビバリー・クリアリー、アメリカ合衆国の児童文学作家（* 1916年）[187]
- 3月25日 - ボビー・ブラウン（英語版）、アメリカ合衆国の元MLB選手・組織役員、元アメリカンリーグ会長（* 1924年）[188]
- 3月25日 - スタン・アルベック、アメリカ合衆国のバスケットボール指導者（* 1931年）[189]
- 3月25日 - ジョー・カニンガム（英語版）、アメリカ合衆国の元MLB選手【セントルイス・カージナルスなどに所属】（* 1931年）[190]
- 3月25日 - ラリー・マクマートリー、アメリカ合衆国の小説家、脚本家（* 1936年）[191]
- 3月25日 - ベルトラン・タヴェルニエ、フランスの映画監督（* 1941年）[192]
- 3月25日 - トム・ヒルゲンドルフ（英語版）、アメリカ合衆国の元MLB選手【クリーブランド・インディアンスなどに所属】（* 1942年）[193]
- 3月25日 - ランディ・テイト（英語版）、アメリカ合衆国の元MLB選手【ニューヨーク・メッツ所属】（* 1952年）[194]
- 3月26日 - 与儀実清、日本の政治家、元沖縄県宜野座村長（* 1914年）[195]
- 3月26日 - ウルスラ・ハッペ、ドイツの元競泳選手、1956年メルボルンオリンピック200m平泳ぎ金メダリスト（* 1926年）[196]
- 3月26日 - 沢村忠、日本の元キックボクサー（* 1943年）[197]
- 3月26日 - 琴剣淳弥、日本の漫画家、元大相撲力士（* 1960年）[198]
- 3月26日 - マイク・ベル（英語版）、アメリカ合衆国の元MLB選手・指導者【ミネソタ・ツインズベンチコーチ】（* 1974年）[199]
- 3月27日 - 辛春浩（朝鮮語版）、韓国の実業家、農心創業者（* 1930年）[200]
- 3月28日 - 島尾忠男、日本の公益財団法人理事、結核予防会名誉顧問（* 1924年）[201]
- 3月28日 - 李鶴来、韓国の元軍人、実業家、社会活動家（* 1925年）[202]
- 3月28日 - ディディエ・ラツィラカ、マダガスカルの軍人、政治家、元マルガシュ共和国最高革命評議会議長、マダガスカル民主共和国初・2代大統領、マダガスカル共和国初代大統領（* 1936年）[203]
- 3月28日 - マルコム・セシル（英語版）、イギリスのジャズベーシスト、音楽プロデューサー（* 1937年）[204]
- 3月28日 - リウ・カイチー、香港の俳優（* 1954年）[205]
- 3月28日 - 和田アキラ、日本のギタリスト、「プリズム」メンバー（* 1956年）[206][207]
- 3月28日 - 高木ゑみ、日本の料理研究家（* 1985年）[208]
- 3月29日 - 祖父江逸郎、日本の医師、元軍医、愛知医科大学元学長・名誉教授、名古屋大学名誉教授（* 1921年）[209]
- 3月29日 - サラ・オニャンゴ・オバマ（英語版）、ケニアの教育者、慈善活動家、バラク・オバマの義理の祖母（* 1922年）[210]
- 3月29日 - 朴景浩、韓国の元サッカー選手・指導者、元同国代表（* 1930年）[211]
- 3月29日 - オトマール・ボルヴィツキー、ドイツのチェリスト、元ベルリン・フィルハーモニー管弦楽団首席奏者（* 1930年）[212]
- 3月29日 - 森武、日本の元卓球選手・指導者、早稲田大学名誉教授、元日本卓球協会専務理事（* 1932年）[213]
- 3月29日 - 遠山慶子、日本のピアニスト（* 1934年）[214]
- 3月29日 - バシキム・フィノ（英語版）、アルバニアの政治家、第5代首相（* 1962年）[215]
- 3月29日 - ビビアン・メンテル（英語版）、オランダのスノーボード選手、2014年ソチスノーボードクロス・2018年平昌パラリンピックスノーボードクロス／バンクドスラローム金メダリスト（* 1972年）[216]
- 3月30日 - 西山浅次郎、日本の英文学者、慶應義塾大学名誉教授（* 1926年）[217]
- 3月30日 - ジョージ・ゴードン・リディ、ウォーターゲート事件の主要関与者、アメリカ合衆国の元FBI捜査官、ラジオパーソナリティ（* 1930年）[218]
- 3月30日 - チャック・シリング（英語版）、アメリカ合衆国の元MLB選手【ボストン・レッドソックス所属】（* 1937年）[219]
- 3月30日 - 栗坪良樹、日本の近代文学研究者、青山学院女子短期大学元学長・名誉教授（* 1940年）[220]
- 3月30日 - 朝比奈順子、日本の女優、歌手（* 1953年）[221]
- 3月31日 - 古堅宗光、日本の政治家、元沖縄県読谷村長（* 1927年?）[222]
- 3月31日 - 許水徳（中国語版）、台湾の政治家、元高雄市長、台北市長、国民党秘書長、内政部長、駐日代表、考試院長、亜東関係協会会長（* 1931年）[223]
- 3月31日 - カマル・ガンズーリ（英語版）、エジプトの政治家、第46代首相（* 1933年）[224]
- 3月31日 - ジェーン・マニング（英語版）、イギリスのソプラノ歌手（* 1938年）[225]
- 3月31日 - 渡辺千明、日本の脚本家（* 1950年）[226]
- 3月31日 - ケン・ライツ（英語版）、アメリカ合衆国の元MLB選手【セントルイス・カージナルスなどに所属】（* 1951年）[227]
- 3月31日 - リー・コリンズ（英語版）、イギリスのサッカー選手（* 1988年）[228]